# Heterosphaeria linariae
Heterosphaeria linariae är en svampart som först beskrevs av Gottlob Ludwig Rabenhorst, och fick sitt nu gällande namn av Heinrich Rehm 1888. Heterosphaeria linariae ingår i släktet Heterosphaeria och familjen Helotiaceae.   Inga underarter finns listade i Catalogue of Life.